# 우즈베크어 문자

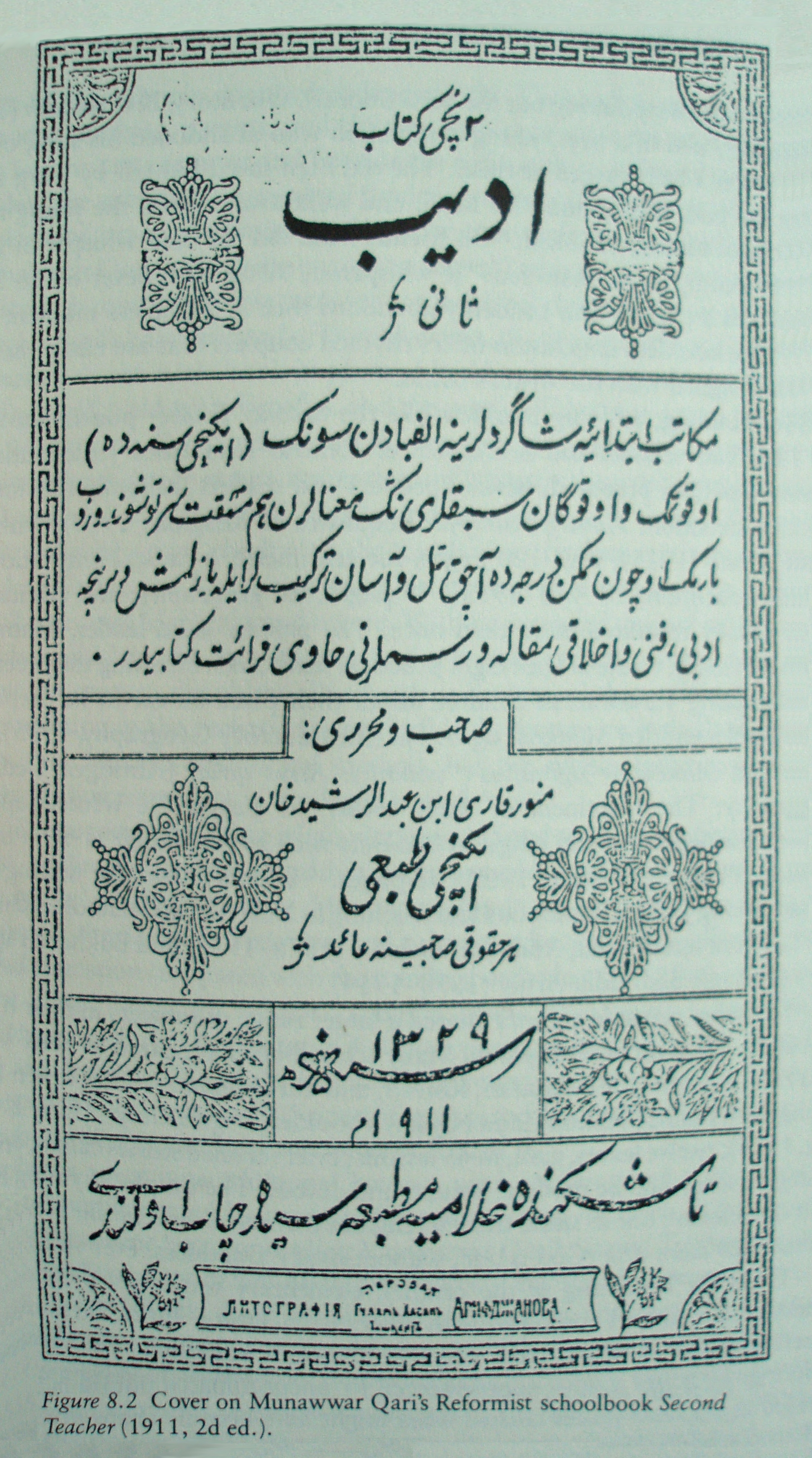
1911년 타슈켄트에서 출판된, 아랍 문자로 표기된 우즈베크어 책.

우즈베크어는 로마자, 키릴 문자, 아랍 문자 등 다양한 문자로 표기되었다. 우즈베크어는 전통적으로 아랍 문자를 사용하였지만, 1940년 소련 치하 당시 소련의 대규모 문맹 퇴치 운동을 계기로 키릴 문자를 사용하기 시작하였다. 독립한 우즈베키스탄 정부는 1992년부터 키릴 문자와 로마 문자를 공식으로 채택하였으나, 우즈베키스탄과 인근 키르기스스탄과 타지키스탄에서는 아직 우즈베크어를 표기할 때 키릴 문자를 사용한다. 신장 위구르 자치구에서는 키릴 문자와 위구르 아랍 문자가 혼용되고 있다. 아프가니스탄에서는 아랍 문자를 아직 사용하며, 우즈베키스탄 내 학교 일부에서도 아랍 문자를 가르치고 있다.

## 역사
우즈베크어는 중앙아시아의 튀르크어족과 마찬가지로 야냐임라 문자 등 여러 아랍 문자로 쓰여졌다. 1928년부터 1940년까지는 우즈베크인을 교육시키기 위한 종합 계획을 실천하는 과정에서, 우즈베크어의 문자가 야나임라 문자를 기초로 한 양알리프 로마 문자로 바뀌었다. 우즈베크어의 로마 문자화는 다른 튀르크어족의 로마 문자화와 유사하게 진행되었다.
| A a | B ʙ | C c | Ç ç | D d | E e | Ə ə | F f |
| G g | Ƣ ƣ | H h | I i | J j | K k | L l | M m |
| N n | Ꞑ ꞑ | O o | Ө ө | P p | Q q | R r | S s |
| Ş ş | T t | U u | V v | X x | Y y | Z z | Ƶ ƶ |
| Ь ь | '   |     |     |     |     |     |     |

1940년 이오시프 스탈린의 치하 당시 우즈베크어는 키릴 문자를 사용하게끔 바뀌었다. 1992년까지 우즈베크어는 계속 키릴 문자를 사용하였으며, 이후 정부 차원에서 로마 문자가 공식적으로 재도입되었지만 아직 키릴 문자가 널리 쓰이고 있다. 1993년 우즈베키스탄 대통령 이슬람 카리모프는 새 알파벳 ⟨c⟩ /ts/, ⟨ç⟩, ⟨ğ⟩, ⟨ɉ⟩, ⟨ñ⟩, ⟨ö⟩, ⟨ş⟩를 제안했으며, 1995년 현행 문자가 도입되기 전까지 사용되었다. ⟨ɉ⟩ 문자는 키릴 문자의 Җ와 동치이다.
우즈베키스탄의 교육에는 로마 문자가 사용되며, 2001년에는 주화에 로마 문자가 사용되기 시작하였다. 2004년부터 정부 웹사이트 일부에서는 우즈베크어를 적을 때 로마 문자를 사용하기 시작하였으며, 현재 도로 표지판 대부분도 로마 문자로 적혀 있다. 우즈베키스탄 국영 TV 채널 'Oʻzbekiston telekanali'는 뉴스 프로그램을 제외하고 로마 문자를 사용한다. 아프가니스탄에서는 아직 우즈베크어를 아랍 문자로 적고 있다.
2018년 우즈베키스탄 정부는 우즈베크 로마 문자를 다시 개정하려고 시도하였다. 주요 골자는 몇 이중음자를 발음 구별 기호로 바꾸는 것이었으며, 2021년 3월에는 Ch ch, Sh sh, Gʻ gʻ, Oʻ oʻ를 각각 Ç ç, Ş ş, Ḡ ḡ, Ō ō (및 Ts ts를 C c로) 바꾸는 개정안이 개시되어 공론이 시작되었다. 이는 1995년의 문자 개혁을 대부분 되돌리는 것으로, 튀르키예어, 투르크멘어, 카라칼파크어, 카자흐어, 아제르바이잔어와 문자가 비슷해지는 효과가 있다. 이 개정안은 찬반이 섞인 반응을 받았으며, 같은 해 5월에도 다시 공론을 열었다.
2021년 2월 우즈베키스탄 정부는 2023년 1월 1일까지 우즈베크어를 완전히 키릴 문자에서 로마 문자로 바꾸겠다는 계획을 발표했지만, 기한이 여러 번 연장되었다.

## 문자 순서
1995년 차용된, 현대 우즈베크 로마 문자에는 문자 29개가 있다.
| 1      | 2 | 3 | 4 | 5 | 6 | 7 | 8 | 9 | 10 | 11 | 12 | 13 | 14 | 15 | 16 | 17 | 18 | 19 | 20 | 21 | 22 | 23 | 24 | 25 | 26 | 27 | 28 | 29 |
| 대문자 |   |   |   |   |   |   |   |   |    |    |    |    |    |    |    |    |    |    |    |    |    |    |    |    |    |    |    |    |
| A      | B | D | E | F | G | H | I | J | K  | L  | M  | N  | O  | P  | Q  | R  | S  | T  | U  | V  | X  | Y  | Z  | Oʻ | Gʻ | Sh | Ch | Ng |
| 소문자 |   |   |   |   |   |   |   |   |    |    |    |    |    |    |    |    |    |    |    |    |    |    |    |    |    |    |    |    |
| a      | b | d | e | f | g | h | i | j | k  | l  | m  | n  | o  | p  | q  | r  | s  | t  | u  | v  | x  | y  | z  | oʻ | gʻ | sh | ch | ng |

ʼ 기호는 독립된 문자로 보지 않는다.

## 비교표
밑 표는 키릴 문자와 로마 문자를 소리에 따라 비교한 것이다.
| 로마  | 양알리프(1934년~1940년) | 키릴 문자 | 이름                                                 | 아랍 문자          | IPA      | 어림한 소리 |
| ----- | ----------------------- | --------- | ---------------------------------------------------- | ------------------ | -------- | --- |
| A a   | Ə ə                     | А а       | 아 (a)                                               | ا / ه              | /æ/      | chai, cat |
| B b   | B ʙ                     | Б б       | 베 (be)                                              | ب                  | /b/      | bat |
| D d   | D d                     | Д д       | 데 (de)                                              | د                  | /d̪/      | den |
| E e   | E e                     | Э э / Е е | 에 (e)                                               | اې / ې             | /e/      | bet |
| F f   | F f                     | Ф ф       | 에프 (ef)                                            | ف                  | /ɸ/      | fish |
| G g   | G g                     | Г г       | 게 (ge)                                              | گ                  | /ɡ/      | go |
| H h   | H h                     | Ҳ ҳ       | 하 (ha)                                              | ھ 과 ح             | /h/      | house |
| I i   | I i                     | И и       | 이 (i)                                               | ای / ی             | /i/      | me |
| J j   | Ç ç                     | Ж ж       | 제 (je)                                              | ج                  | /dʒ/     | joke |
| J j   | Ƶ ƶ                     | Ж ж       | 제 (je)                                              | ژ                  | /ʒ/      | vision |
| K k   | K k                     | К к       | 카 (ka)                                              | ک                  | /k/      | cold |
| L l   | L l                     | Л л       | 엘 (el)                                              | ل                  | /l/      | list |
| M m   | M m                     | М м       | 엠 (em)                                              | م                  | /m/      | man |
| N n   | N n                     | Н н       | 엔 (en)                                              | ن                  | /n/      | next |
| O o   | A a                     | О о       | 오 (o)                                               | ا / آ              | /ɔ/      | hot, call (용인 발음) |
| P p   | P p                     | П п       | 페 (pe)                                              | پ                  | /p/      | pin |
| Q q   | Q q                     | Қ қ       | 카 (qa)                                              | ق                  | /q/, /χ/ | "k"와 유사하나 목구멍에 더 가깝게 발음함                                                                                      |
| R r   | R r                     | Р р       | er                                                   | ر                  | /r/      | (떨리게) rat |
| S s   | S s                     | С с       | es                                                   | ث 과 س 과 ص        | /s/      | sick |
| T t   | T t                     | Т т       | te                                                   | ت 과 ط             | /t̪/      | toe |
| U u   | U u                     | У у       | u                                                    | او / و             | /u/      | put, choose |
| V v   | V v                     | В в       | ve                                                   | و                  | /v~w/    | van |
| X x   | X x                     | Х х       | xa                                                   | خ                  | /χ/      | 독일어 "Bach"나 스코틀랜드어 "loch"의 "ch"                                                                                    |
| Y y   | J j                     | Й й       | ye                                                   | ی                  | /j/      | yes |
| Z z   | Z z                     | З з       | ze                                                   | ذ 과 ز 과 ض 과 ظ   | /z/      | zebra |
| Oʻ oʻ | O o                     | Ў ў       | oʻ                                                   | اۉ / ۉ             | /o/      | row, fur |
| Gʻ gʻ | Ƣ ƣ                     | Ғ ғ       | gʻa                                                  | غ                  | /ʁ/      | 프랑스어나 독일어의 "r" |
| Sh sh | Ş ş                     | Ш ш       | sha                                                  | ش                  | /ʃ/      | shoe |
| Ch ch | C c                     | Ч ч       | che                                                  | چ                  | /tʃ/     | chew |
| Ng ng | Ꞑ ꞑ                     | Нг нг     | nge                                                  | ڭ نگ               | /ŋ/      | king |
| ʼ     | ʼ                       | ъ         | 투툭 벨기시 (ʼ) ("아포스트로피") 아이리시 벨기시 (ъ) | ء / أ / ؤ / ئ 과 ع | /ʔ/      | "ʼ" (투툭 벨기시)와 "ъ" (아이리시 벨기시) 모두 모음 직전의 성문 폐쇄음을 나타내거나, 모음 뒤 장모음을 표시하기 위해 사용한다. |

참조
1. ↑  1995년 체계
2. ↑  키릴 문자에서 단어의 시작이나 모음 뒤에 있는 "Е е"는 로마 문자로 바꿨을 때 "Ye ye"이다.
3. 1 2  러시아어 인용에 사용함.
4. ↑  간혹 "q"가 사용된 단어에서 소리가 /χ/로 바뀐 경우가 있다. 예시로는 o‘quvchi [oˈχuv.tʃi]나 haqiqiy [hæχiˈχiː]가 있다. 이 현상을 설명하는 일관된 문법은 없다.
5. ↑  투툭 벨기시(ʼ)는 "s"와 "h"가 "sh"처럼 한 번에 발음되지 않고 각각 발음해야 할 때도 사용한다. 예시로는 Isʼhoq (Исҳоқ)가 있다.

### 특이 문자
우즈베크어를 로마 문자로 적을 때, Oʻ (키릴 Ў)와 Gʻ (키릴 Ғ)는 U+02BB ʻ modifier letter turned comma (오키나) 문자를 사용하여 제대로 렌더링된다. 하지만 이 문자는 하와이어를 제외한 대부분의 자판 배열이나 글꼴에 존재하지 않아 사용이 불편하다는 문제가 있으며, 이로 인해 정부 웹사이트를 포함해 우즈베크어를 사용하는 웹사이트에서는 U+2018 ‘ left single quotation mark나 U+0027 ' apostrophe를 사용한다.
U+02BC ʼ modifier letter apostrophe (투툭 벨기시) 문자는 외래어의 모음 앞에 있는 성문 파열음을 표기하기 위해 사용하며, 모음 직후에 붙어 장모음을 표기하기 위해서도 사용한다. 이 문자 또한 자판 배열에 보통 없기 때문에, 보통은 U+2019 ’ right single quotation mark나 U+0027 ' apostrophe 문자를 사용한다.
현재 우즈베크어 타이피스트 대부분은 두 문자를 구별하지 않고 사용하고 있다.

## 예시문
밑의 예시문은 세계 인권 선언의 제1조를 우즈베크어로 옮긴 것이다.
| 라틴 문자 (공식) | 키릴 문자 | 현대 아랍 문자 |
| --- | --- | --- |
| Barcha odamlar erkin, qadr-qimmat va huquqlarda teng boʻlib tugʻiladilar. Ular aql va vijdon sohibidirlar va bir-birlari ila birodarlarcha muomala qilishlari zarur.                      | Барча одамлар эркин, қадр-қиммат ва ҳуқуқларда тенг бўлиб туғиладилар. Улар ақл ва виждон соҳибидирлар ва бир-бирлари ила биродарларча муомала қилишлари зарур. | برچه آدم‌لر ایرکن، قدرقمت وحقوق‌لرده تيڭ بولب توغیلدیلر. اولر عقل و وجدان صاحبیدرلر و بربرلری ایله برادرلرچه معامله قلشلری ضرور                                      |
| 차가타이 문자 (1920년 이전) | 한국어 번역 | 야나임라 문자 (1928년 이전) |
| بارچه آدم‌لار ایرکین، قدر-قیمت و حقوق‌لارده تیݣ بولیب توغیلادیلار.؜ اولار عقل و وجدان صاحبیدیرلار و بِر-؜بِرلاری ایلا برادرلارچه معامله قیلیشلاری ضرور؜                                          | 모든 인간은 태어날 때부터 자유로우며 그 존엄과 권리에 있어 동등하다. 인간은 천부적으로 이성과 양심을 부여받았으며 서로 형제애의 정신으로 행동하여야 한다.       | به‌رچه آده‌مله‌ر ئېرکىن، قه‌در-قىممه‌ت ۋه هۇقۇقله‌رده تېڭ بولىب تۇغىله‌دىله‌ر. ئۇله‌ر ئه‌قل ۋه وىجدان ساهىبىدىرله‌ر ۋه بىر-بىرله‌ری ئىله بىراده‌رله‌رچه مۇئامه‌له قىلىشله‌ری زه‌رۇر |
| 국제 음성 기호 | | |
| [bærˈtʃæ ɒd̪æmˈlær erˈkɪn ǀ qæd̪r̩ qɨmˈmæt̪ ʋæ huquqlærˈd̪æ t̪em‿bɵˈlɨp t̪uʁɨlæd̪ɨˈlær ǁ uˈlær æql̩ ʋæ ʋɪdʒˈd̪ɒn sɒhɨbɨdɨrˈlær ǀ ʋæ bɨr bɨrlæˈrɨ iˈlæ bɨrɒdærlærˈtʃæ mu.ɒmæˈlæ qɨlɨʃlæˈrɨ zæˈrur ǁ] | | |